# Primera División de Nicaragua
Primera División de Nicaragua este un campionat de fotbal din zona CONCACAF. Sezonul este împărțit în 'Torneo de Apertura' din iulie-noiembrie și 'Torneo de Clausura' din ianuarie până în iunie.

## Echipele sezonului 2010-2011
| Apertura 2009      |          |                                  |                               |                                               |
| Echipă             | Oraș     | Stadion                          | Primul sezon în Prima Divizie | Primul sezon de la promovare în Prima Divizie |
| América Managua    | Managua  | Estadio Injude                   | TBA                           | 2010                                          |
| CD Walter Ferretti | Managua. | Dennis Martínez National Stadium | 1987                          | 1987                                          |
| Deportivo Ocotal   | Ocotal   | Estadio Roy Fernandez Bermuda    | TBA                           | 2007 (A)                                      |
| Diriangén FC       | Diriamba | Estadio Cacique Diriangén        | 1933                          | 1933                                          |
| Managua F.C.       | Managua  | N/A                              | 2010                          | 2010                                          |
| Real Estelí        | Estelí   | Estadio Independenci             | 1986                          | 1986                                          |
| Real Madriz        | Somoto   | Estadio Municipal de Somoto      | 1999                          | 1999                                          |
| Xilotepelt         | Jinotepe | Estadio Pedro Selva              | 1981                          | 2009                                          |

## Foste campioane
| - 1933 : Alas - 1934 : Club Atlético - 1935/38 : nu s-a disputat - 1939 : Lido - 1940 : Diriangén FC (Diriamba) - 1941 : Diriangén FC (Diriamba) - 1942 : Diriangén FC (Diriamba) - 1943 : Diriangén FC (Diriamba) - 1944 : Diriangén FC (Diriamba) - 1945 : Diriangén FC (Diriamba) - 1946 : Ferrocarril - 1947 : Colegio C-A - 1948 : Ferrocarril - 1949 : Diriangén FC (Diriamba) - 1950 : Aduana - 1951 : Aduana - 1952 : necunoscut - 1953 : Diriangén FC (Diriamba) - 1954 : La Salle - 1955 : Aduana - 1956 : Diriangén FC (Diriamba) - 1957 : necunoscut - 1958 : Club Atlético - 1959 : Diriangén FC (Diriamba) - 1960 : La Nica - 1961 : Deportivo Santa Cecilia | - nu s-a disputat între 1962 și 1964 - 1965 : Deportivo Santa Cecilia - 1966 : Flor de Caña FC - 1967 : Flor de Caña FC - 1968 : Universidad Centroamericana (Managua) - 1969 : Diriangén FC (Diriamba) - 1970 : Diriangén FC (Diriamba) - 1971 : Deportivo Santa Cecilia - 1972 : Deportivo Santa Cecilia - 1973 : Deportivo Santa Cecilia - 1974 : Diriangén FC (Diriamba) - 1975 : Universidad Centroamericana (Managua) - 1976 : Universidad Centroamericana (Managua) - 1977 : Universidad Centroamericana (Managua) - nu s-a disputat între 1978 și 1979 - 1980 : Bufalos (Rivas) - 1981 : Diriangén FC (Diriamba) - 1982 : Diriangén FC (Diriamba) - 1983 : Diriangén FC (Diriamba) - 1984 : Masaya - 1985 : América Managua - 1986 : Masaya - 1987 : Diriangén FC (Diriamba) - 1988 : América Managua - 1989 : Diriangén FC (Diriamba) - 1990 : América Managua | - 1991 : Real Esteli - 1992 : Diriangén FC (Diriamba) - 1993 : Juventus Managua - 1994 : Juventus Managua - 1994/95 : Diriangén FC (Diriamba) - 1995/96 : Diriangén FC (Diriamba) - 1996/97 : Diriangén FC (Diriamba) - 1997/98 : Deportivo Walter Ferretti (Managua) - 1998/99 : Real Esteli - 1999/00 : Diriangén FC (Diriamba) - 2000/01 : Deportivo Walter Ferretti (Managua) - 2001/02 : Deportivo Jalapa - 2002/03 : Real Esteli - 2003 A : Real Esteli - 2004 C : Real Esteli - 2004 A : Diriangén FC (Diriamba) - 2005 C : Diriangén FC (Diriamba) - 2005/06 : Diriangén FC (Diriamba) - 2006/07 : Real Esteli - 2007/08 : Real Esteli - 2008/09 : Real Esteli - 2009 A : Deportivo Walter Ferretti (Managua) - 2010 C : Real Esteli |  |

## Titluri pe echipe
Echipele scrise cu îngroșat participă în prezent în Primera División de Nicaragua.
| Champions                   |            |
| Echipă                      | Campionate |
| Diriangén FC                | 26         |
| Real Esteli                 | 9          |
| Deportivo Santa Cecilia     | 5          |
| Universidad Centroamericana | 4          |
| América Managua             | 3          |
| Deportivo Walter Ferretti   | 3          |
| Aduana                      | 3          |
| Ferrocarril                 | 2          |
| Flor de Caña FC             | 2          |
| Masaya                      | 2          |
| Juventus Managua            | 2          |
| Club Atlético               | 2          |
| Deportivo Jalapa            | 1          |
| Bufalos                     | 1          |
| La Nica                     | 1          |
| Alas                        | 1          |
| Lido                        | 1          |
| Colegio C-A                 | 1          |